# Martina Kieninger
Martina Kieninger (* 1966 in Stuttgart) ist eine deutsche Chemikerin und Schriftstellerin.

## Leben
Nach dem Abitur studierte Martina Kieninger in Stuttgart Chemie. 1991 promovierte sie an der 
Universität Heidelberg. Seit 1996 unterrichtet sie an der Universidad de la República in der uruguayischen Hauptstadt Montevideo. Daneben begann sie in den Neunzigerjahren mit der Veröffentlichung literarischer Texte im Internet. 2000 nahm sie am Ingeborg-Bachmann-Wettbewerb in Klagenfurt teil; 2005 erschien ihr erster Roman.
Martina Kieninger erhielt u. a. 2000 den Würth-Literaturpreis, 2004 ein Stipendium des Künstlerhofes Schreyahn und 2019 den Deutschen Preis für Nature Writing (gemeinsam mit Daniela Danz). Im Jahr 2022 wurde ihr das Ludwig-Harig-Stipendium verliehen.

## Werke
- Theoretische Untersuchungen an chemischen und biochemischen Subsystemen zu Struktur und Funktion chemischer Nukleasen, Heidelberg 1996 (unter dem Namen Martina Maria Kieninger)
- Desoxyriboli, Warmbronn 2002
- Die Leidensblume von Nattersheim, München 2005
- Sängerin an der Lampe, Leonberg/Württ. 2006

## Belege
1. ↑  Daniela Danz und Martina Maria Kieninger erhalten Deutschen Preis für Nature Writing 2019., Börsenblatt vom 22. August 2019, abgerufen am 22. August 2019.
2. ↑  Staatssekretär Jan Benedyczuk vergibt Ludwig-Harig-Stipendium 2021 an die Autorin Martina Kieninger. Ministerium für Bildung und Kultur Saarland, 25. März 2022, abgerufen am 30. November 2023.

| Personendaten    | Personendaten                            |
| ---------------- | ---------------------------------------- |
| NAME             | Kieninger, Martina                       |
| ALTERNATIVNAMEN  | Kieninger, Martina Maria                 |
| KURZBESCHREIBUNG | deutsche Chemikerin und Schriftstellerin |
| GEBURTSDATUM     | 1966                                     |
| GEBURTSORT       | Stuttgart                                |